# Nikolaï Kropatchev
Nikolaï Mikhaïlovitch Kropatchev (ou Kropatchiov), en russe Никола́й Миха́йлович Кропачёв, né le 8 février 1959 à Léningrad, est un juriste pénaliste russe et l'actuel recteur de l'université d'État de Saint-Pétersbourg, qui accueille plus de trente mille étudiants. Nikolaï Kropatchev appartient à cette génération pétersbourgeoise qui applique les modèles de refondation du  pays, lorsque apparaît la nouvelle fédération de Russie.

## Carrière
Nikolaï Kropatchev termine en 1981 ses études à la faculté de droit de l'université de Léningrad à la suite de quoi il est aspirant au doctorat jusqu'en 1984, date à laquelle il présente sa thèse de candidat au doctorat dont le thème est Les rapports juridiques pénaux, sous la direction du professeur Nikolaï Beliaïev. Il présente sa thèse de doctorat d'État en l'an 2000 dont le thème est Le Mécanisme de réglementation juridique criminelle.
Nikolaï Kropatchev commence sa carrière l'université en 1984 après avoir présenté sa thèse de candidat au doctorat, ce qui lui permet d'être assistant-enseignant à la chaire de droit pénal. En 1991, il est nommé enseignant confirmé (starchy prepodovatel) et dozent à la chaire de droit pénal. C'est l'année de la dislocation de l'Union soviétique. L'année suivante, il est nommé doyen (il a trente-trois ans) de la faculté spéciale de formation des cadres en sciences juridiques. Et de 1993 à 1998, il est premier vice-doyen de l'université de Saint-Pétersbourg, faisant partie de cette nouvelle génération du changement, puis de 1998 à 2010, il est doyen de la faculté de droit de l'université de Saint-Pétersbourg. Cette décennie passée voit donc le renouvellement de générations de juristes qui, comme dans les autres démocraties populaires, seront les premiers à ne pas avoir été éduqués sous le régime du socialisme étatique. Nikolaï Kropatchev est nommé professeur de la chaire de droit pénal à partir de l'an 2001.
Il est élu recteur de l'université de Saint-Pétersbourg en 2008 et prend ses fonctions le 21 mai 2008. Le 21 décembre 2009, un décret présidentiel le nomme pour cinq ans. Le 6 septembre 2010, le président Medvedev le nomme vice-président (avec le président de l'académie des sciences de Russie Iouri Ossipov) du conseil des sciences, des technologies et de l'éducation après du président de la fédération de Russie. La présidence étant symboliquement dévolue au chef de l'État, ces deux postes sont donc ceux des deux dirigeants effectifs.
En novembre 2012, il entre au collège (sorte de comité de conseil) du ministère de l'Éducation. De septembre 2000 à septembre 2005, il est président de la cour constitutionnelle de Saint-Pétersbourg (qui examine la conformité des règles juridiques avec la constitution). Il est président de l'association des juristes de Saint-Pétersbourg et de sa région (oblast de Léningrad).
Il est l'auteur d'un manuel à destination des étrangers qui résume le droit russe et qui est rédigé en anglais à leur attention.

## Quelques publications
- Le Droit pénal de Russie, manuel (coauteur), Уголовное право России. Общая часть. Учебник / под ред.: д.ю.н., проф. Н. М. Кропачева и др. — Saint-Pétersbourg, 2006. — 1061 pages.
- Le Droit pénal à l'étape moderne: problèmes de la délinquance et de sa répression, 1992 (coauteur);
- Criminologie, manuel (coauteur) Криминология. Общая часть. Учебник, соавтор, 1992;
- Le Code pénal de la fédération de Russie avec des commentaires par article (coauteur) Уголовный кодекс Российской Федерации с официальными постатейными комментариями, соавтор, 1994;
- Le Code pénal, manuel (coauteur) Уголовное право. Особенная часть. Учебник соавтор, 1995;
- La Législation pénale de la fédération de Russie comparée de manière analytique avec les articles du code pénal de la fédération de Russie (1996) et celui de la République socialiste fédérative soviétique de Russie (1960) Уголовное законодательство Российской Федерации со сравнительным анализом статей УК Российской Федерации (1996 г.) и УК РСФСР (1960 г.), соauteur, 1996;
- Criminologie: manuel Криминология: учебник, научный редактор и соавтор, 2005;
- Commentaire à propos de la loi fédérale "sur la langue de l'État de la fédération de Russie", 1re partie « Les normes de la langue littéraire russe contemporaine comme langue d'État: dictionnaire normatif et systématique de la langue russe contemporaine »  Комментарий к Федеральному закону «О государственном языке РФ». Ч.1. «Нормы современного русского литературного языка как государственного: комплексный нормативный словарь современного русского языка, руководитель проекта, directeur du projet 2007.
- Article dans les Izvestia: « Il ne faut jamais rien interdire à la langue: sans sa langue d'origine, notre "projet russe" n'est pas rempli » Языку нельзя ничего запретить: без родной речи «Русский проект» неполон, соавтор. Статья. // Известия. 2007. № 139
- Le Droit pénal de Russie, manuel (coauteur) Уголовное право России. Особенная часть. Учебник. Соавтор и редактор. — Saint-Pétersbourg.: éd. de l'université d'État de Saint-Pétersbourg, 2010.
- À propos de la compréhension du terrorisme international О понятии международного терроризма», соавтор. // Известия вузов. Правоведение. 2010. № 1.
- (en) Russian Law in brief. Digest for foreign investors. monographie, Saint-Pétersbourg, éd. de l'université d'État de Saint-Pétersbourg, 2010.

## Source
- (ru) Cet article est partiellement ou en totalité issu de l’article de Wikipédia en russe intitulé « Кропачев, Николай Михайлович » (voir la liste des auteurs).